# Suarce
Suarce település Franciaországban, Territoire de Belfort megyében. Lakosainak száma 439 fő (2022. január 1.). Suarce Altenach, Hindlingen, Saint-Ulrich, Strueth, Chavanatte, Courtelevant, Florimont és Lepuix-Neuf községekkel határos.

## Népesség
A település népessége az elmúlt években az alábbi módon változott:
| Lakosok száma | 453  | 448  | 445  | 436  | 435  | 434  | 432  | 436  | 439  |
|               | 2013 | 2015 | 2016 | 2017 | 2018 | 2019 | 2020 | 2021 | 2022 |